# سد مغری
سد مِغری (ارمنی: Մեղրի ՀԷԿ; انگلیسی: Meghri Dam) سدی برق‌آبی است که بر روی رود ارس در نزدیک شهر مغری، جمهوری ارمنستان در مرز ایران و جمهوری ارمنستان در حال ساخت است.
طرح مشترک سد ایرانی-ارمنستانی در سال ۱۹۹۰ میلادی پیشنهاد شد و بین دو کشور مورد بحث و بررسی قرار گرفت. توافق‌نامه میان دو کشور در سال‌های ۲۰۰۷ و ۲۰۰۸ امضا شد. مطالعات اولیه این سد توسط شرکت Arm-Hydroenergo-Project و شرکت مهاب قدس در سال ۱۹۹۹ انجام شد. نیروگاه سد مغری به مدت ۱۵ سال در اختیار ایران خواهد بود و پس از آن به ارمنستان واگذار می‌شود.
هزینه این سد حدود ۴۰۰ میلیون دلار برآورد شده است.